# Тре Фонтане (Трапани)
Тре Фонтане је насеље у Италији у округу Трапани, региону Сицилија.
Према процени из 2011. у насељу је живело 1263 становника. Насеље се налази на надморској висини од 12 м.